# Teatro ruso Stanislavski de Ereván
El Teatro ruso Stanislavski de Ereván es un teatro estatal en la ciudad de Ereván la capital de Armenia que se encuentra específicamente en la calle Abovyan, en el distrito central de la ciudad, junto a la plaza Charles Aznavour. Fue inaugurado en 1937 y nombrado en honor del actor y director de teatro ruso Constantin Stanislavski desde 1938. El director de teatro es Alexander Grigoryan desde 1965. Los espectáculos del teatro son principalmente obras rusas de arte y literatura con algunos espectáculos de escritores armenios clásicos. También hay espectáculos para niños en la tarde los fines de semana.